# Hrísey

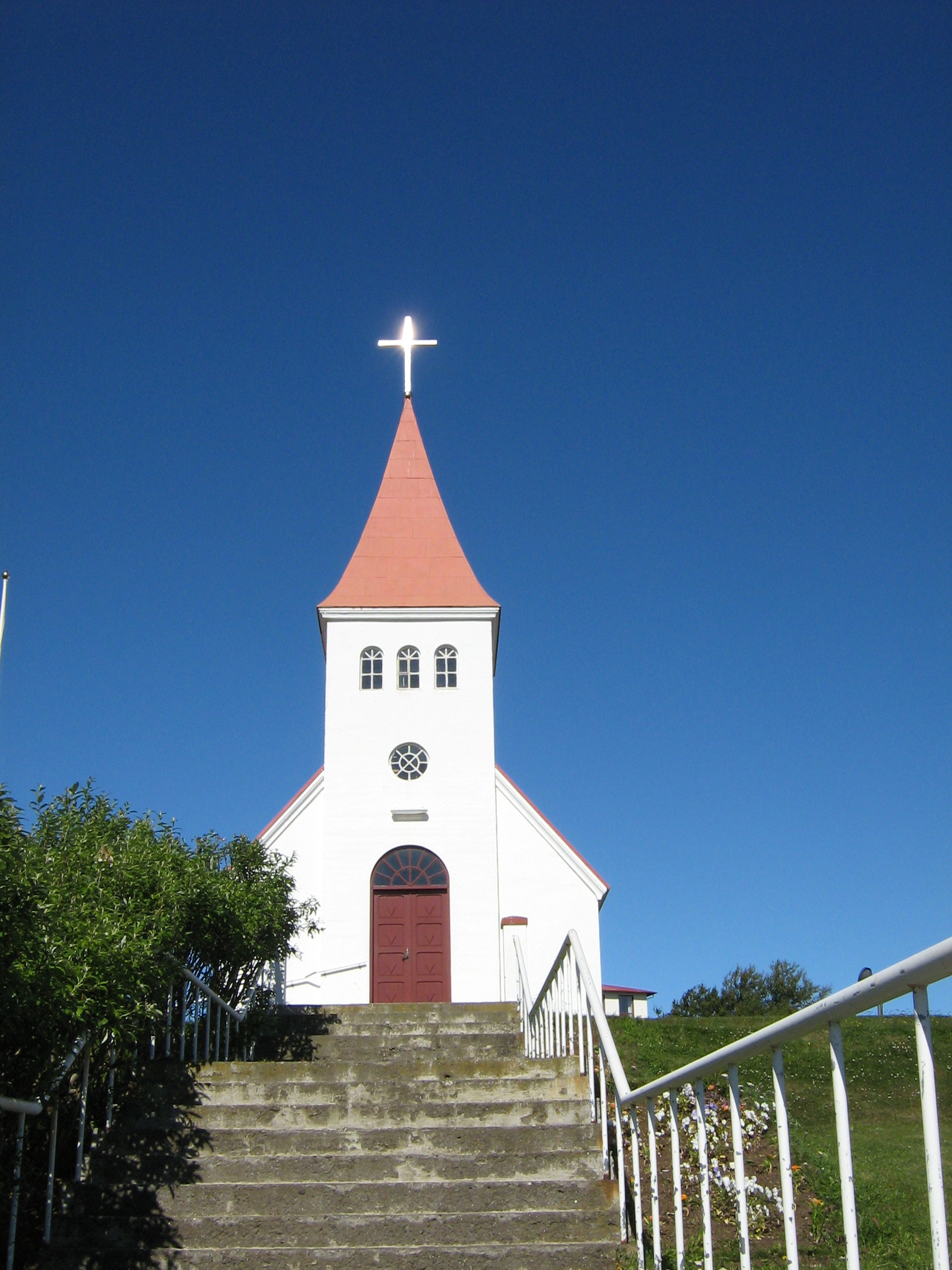
Kostel Hríseyjarkirkja, nacházející se v největší osadě na ostrově - Hrísey.

Hrísey je malý ostrov nacházející se uprostřed fjordu Eyjafjörður na severu Islandu. Je položený přibližně 35 km severně od města Akureyri, které je hlavním městem severního regionu a čtvrtým největším městem na Islandu.
Hrísey je (pokud nepočítáme hlavní ostrov Island) druhým největším a nejlidnatějším ostrovem s rozlohou 7,67 km² a 180 obyvateli k 1. prosinci 2007 (největším je přibližně 300 km jihozápadně vzdálený Heimaey, kde na rozloze 13,4 km² žije 4038 obyvatel a nachází se v souostroví Vestmannaeyjar). Všech 180 obyvatel žije v upravených rybářských vesnicích s dlážděnými ulicemi, úhlednými zahradami a pohledem na obklopující hory. Ostrov je 7,5 km dlouhý a v jižní části ostrova je 2,5 km široký. Severní část ostrova je užší a vyšší než jižní část. V severní části se nachází nejvyšší bod ostrova, který měří 110 m.
Na ostrov se nejsnadněji dostane přívozem Sævar, který vede z přístavu vesnice Hrísey do vesnice Litli-Árskógssandur. Plavba trvá kolem 15 minut a pluje v dvouhodinových intervalech.
Ostrov měl do dne 1. srpna 2004 svou vlastní obec Hríseyjarhreppur, název je odvozen od názvu ostrova. Nyní je součástí obce Akureyrarkaupstaður (Akureyri). Hrísey měl společně s Akureyri 1. dubna 2008 17 304 obyvatel.

## Příroda
Severní část ostrova Hrísey, Ystabæjarland, leží v přírodní rezervaci v soukromém vlastnictví. Povolení musí být získáno od vlastníka půdy, jestli si přejeme projít skrz toto území.
Hríseyův kamenný podklad tvoří většinou 10-11 milionu starý čedič. Jsou zde četné příkopy, které se vytvořili v kamenných prasklinách během sopečných erupcí a lávou. Největší z nich je 20-25 m široký Laugakambur, který je vyčnívá do moře na severním konci ostrova. Příkopy jsou také vidět na mnoho různých místech kolem pobřeží ostrova, např. u neobydlené vesnice Hvatastaðir, nacházející se na východě ostrova a také na sever od vesnice.
Tlustá vrstva ledovcových pozůstatků (morén) byla nalezena v severní a západní části ostrova, což je důkaz o činnosti ledovců v době ledové.
Nachází se zde geotermální prameny, které poskytují obyvatelům ostrova horkou vodu a jejich zásoby studené vody pochází z vrtů.